# Milan Subotin
Milan Subotin (em sérvio:  Милан Суботин; nascido em 1984) é um político da Sérvia. Ele serve na Assembleia da Voivodina desde 2020 como membro do Partido Progressista Sérvio.

## Carreira privada
Subotin possui mestrado em engenharia de tráfego. Ele mora em Novi Sad.

## Política
Subotin recebeu a quadragésima quinta posição na lista eleitoral do Partido Progressista Aleksandar Vučić - Por Nossos Filhos nas eleições provinciais de 2020 e foi eleito quando a lista obteve uma vitória por maioria com setenta e seis dos 120 mandatos. Em outubro de 2020, ele foi escolhido como presidente da comissão da assembleia sobre cultura e informação pública. Ele também é membro do comité para a igualdade nacional.